# روث راندال
روث راندال (بالإنجليزية: Ruth Painter Randall)‏ هي مؤرخة أمريكية، ولدت في 1 نوفمبر 1892 في سالم في الولايات المتحدة، وتوفيت في 22 يناير 1971 في أوربانا في الولايات المتحدة.